# Hélène Nautré
 (juin 2022).
Hélène Nautré, née le 15 mars 1904 à Villers-Faucon et décédée le 26 octobre 1976 à Reims, est une résistante et femme politique française.

## Biographie
Issue d'un milieu ouvrier, elle est femme de ménage, puis employée au vestiaire municipal de Reims. Elle adhère au Parti communiste en 1929 et devient secrétaire de la section de Reims du Comité mondial des femmes.
Engagée dans la résistance communiste pendant la Seconde Guerre mondiale, elle s'occupe de la collecte de fonds, de la diffusion de matériel et exerce les tâches d'agent de liaison. Elle est arrêtée par les Allemands en mai 1943, puis déportée en mai 1944 à Ravensbrück par le convoi I.212, avant d'être transférée à Belsen, puis Hanovre.
Son action dans la Résistance lui vaudra la médaille militaire, la croix de guerre, ainsi que la Légion d'honneur.
Libérée en juin 1945, elle rentre à Reims et continue de militer au PCF. Elle devient secrétaire départementale de l'Union des femmes françaises (UFF), est élue conseillère municipale de Reims (en même temps que son mari, André, lui aussi communiste) et figure en troisième position sur la liste communiste dans la Marne pour l'élection de la deuxième constituante, puis aux élections législatives de 1946.
Après les démissions successives d'Alcide Benoît, puis d'Yves Angeletti, elle devient députée en juin 1948. Assez peu active, elle est cependant de nouveau candidate en 1951, mais toujours en troisième position, ce qui ne lui donne aucune chance d'être réélue.
Elle semble avoir abandonné toute responsabilité politique après 1953, tout en restant militante du PCF et de l'UFF.
Elle meurt en 1976.

## Distinctions
- Chevalière de la Légion d'honneur[Quand ?]
- Médaille militaire (1963)
- Croix de guerre 1939–1945, palme de bronze
- Croix du combattant volontaire de la Résistance
- Croix du combattant
- Médaille commémorative française de la guerre 1939–1945

## Postérité
Une rue de Reims porte son nom.